# Малое Замостье
Малое Замостье (фин. Rahkola) — деревня в Гатчинском муниципальном округе Ленинградской области.

## История
На шведской «Генеральной карте провинции Ингерманландии» 1704 года упоминаются две смежные деревни: Lilla Samots и Tannakyla Samots.
На «Топографической карте окрестностей Санкт-Петербурга» Ф. Ф. Шуберта 1831 года упомянуты две соседние деревни Малое Замостье из 9 дворов каждая, первая — Коргози или Малое Замостье, вторая — Малое Замостье или Рахколово, а также немного севернее обозначено Большое Замостье из 25 дворов.

МАЛОЕ ЗАМОСТЬЕ — деревня принадлежит Самойловой, графине, число жителей по ревизии: 69 м. п., 60 ж. п. (1838 год)

Согласно карте Ф. Ф. Шуберта 1844 года и карте С. С. Куторги 1852 года деревня называлась Малое Замостье (Рахколово).
На этнографической карте Санкт-Петербургской губернии П. И. Кёппена 1849 года она обозначена как деревня «Rahkola», расположенная в ареале расселения савакотов. В пояснительном тексте к этнографической карте она названа Rahkola (Малое Замостье) указано количество её жителей на 1848 год: савакотов — 42 м. п., 35 ж. п., всего 77 человек.

ЗАМОСТЬЕ МАЛОЕ — деревня Царскославянского удельного имения, по просёлочной дороге, число дворов — 18, число душ — 67 м. п. (1856 год)

Согласно «Топографической карте частей Санкт-Петербургской и Выборгской губерний» в 1860 году деревня Малое Замостье (Рахколова) насчитывала 8 крестьянских дворов.

ЗАМОСТЬЕ МАЛОЕ — деревня удельная при колодцах, число дворов — 18, число жителей: 69 м. п., 74 ж. п. (1862 год)

В списках населённых мест 1862 года две соседние деревни Коргузи и Рахколово учитывалась как одна деревня Малое Замостье.
Согласно карте 1879 года деревня называлась Малое Замостье (Рахколова) и состояла из 17 крестьянских дворов.

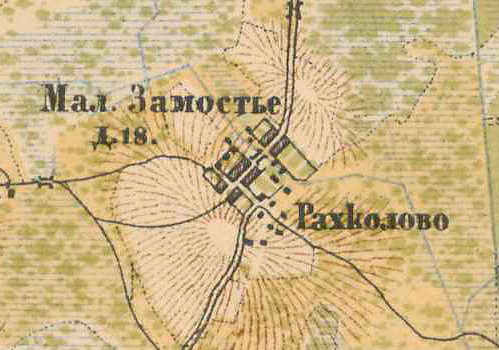
План деревни Малое Замостье. 1885 год

В 1885 году деревня Малое Замостье (Рахколово) насчитывала 18 дворов.
В конце XIX века деревня административно относилась к Мозинской волости 1-го стана Царскосельского уезда Санкт-Петербургской губернии, в начале XX века — 4-го стана. Население деревни было исключительно финским.
К 1913 году их осталось 10.
С 1917 по 1923 год деревня Малое Замостье входила в состав Замостского сельсовета Мозинской волости Детскосельского уезда.
С 1923 года в составе Гатчинской волости Гатчинского уезда.
Согласно данным переписи населения СССР 1926 года в деревне Малое Замостье Замостьского сельсовета Троцкой волости Троцкого уезда проживали 182 человека, все финны.
С 1928 года в составе Колпанского сельсовета. В 1928 году население деревни Малое Замостье составляло 529 человек.

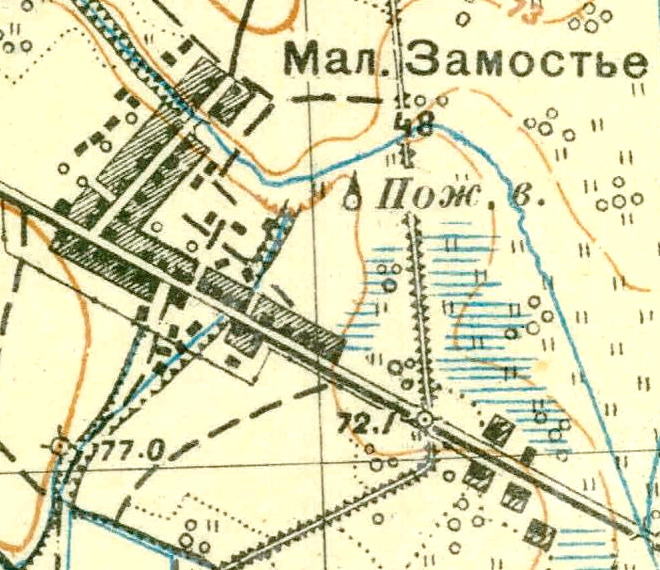
План деревни Малое Замостье. 1931 год

В 1931 году деревня Малое Замостье насчитывала 48 дворов.
По данным 1933 года деревня Малое Замостье входила в состав Колпанского финского национального сельсовета Красногвардейского района.
C 1 августа 1941 года по 31 декабря 1943 года деревня находилась в оккупации.
С 1959 года в составе Воскресенского сельсовета.
В 1965 году население деревни Малое Замостье составляло 288 человек.
По данным 1966 года деревня Малое Замостье входила в состав Воскресенского сельсовета.
По данным 1973 и 1990 годов деревня Малое Замостье входила в состав Пригородного сельсовета Гатчинского района.
В 1997 году в деревне проживали 27 человек, в 2002 году — 52 человека (русские — 83%), в 2007 году — 78.

## География
Деревня расположена в северной части района на автодороге 41К-508 (Торфяное — Сабры).
Расстояние до административного центра поселения, посёлка Новый Свет — 2 км.
Расстояние до железнодорожной станции Гатчина-Балтийская — 5 км.

## Демография
| 1862 | 2007 | 2010 | 2017 |
| ---- | ---- | ---- | ---- |
| 143  | ↘78  | ↗166 | ↘145 |

### Национальный состав
Согласно данным Всероссийской переписи населения 2021 года в деревне проживал 321 человек, из них:
 русские — 287, финны — 2, белорусы — 1 человек, остальные национальность не указали.

## Предприятия и организации
ООО «Ирбис» — продажа цемента.

## Улицы
1-й переулок, 2-й переулок, Лесная, Новая, Полевая, Садовая, Средняя.